# Semiothisa eleonora
Semiothisa eleonora är en fjärilsart som beskrevs av Pieter Cramer 1780. Semiothisa eleonora ingår i släktet Semiothisa och familjen mätare. Inga underarter finns listade i Catalogue of Life.